# مومو
مومو في الأكدية سمي أومون هو اله نهريني قديم، ومعنى اسمه قوة الحياة المانحة و المعرفة، هو إحدى الكائنات البدائية ألتي تواجدت منذ البدء حسب ملحمة إينوما إيليش مع كل من تيامات و أبزو. عرف بكونه وزير أبزو وبكونه مجسد الضباب، وفي حكايات أخرى ذكر بكونه ابن كل من أبزو وتيامات، بعد أن أزعجت الآلهة الجديدة تيامات، نصح مومو أبزو بقتالها، وبعد أن سمع إيا (إنكي) بذلك قام بقتل أبزو وثم قيد مومو. مومو هو حرفي وهو تجسيد للمعرفة اليدوية والمهارة التقنية.